# Allan Moyle
Allan Moyle est un réalisateur, acteur, scénariste et producteur canadien, né en 1947 à Shawinigan (Canada).

## Filmographie

### Comme réalisateur
- 1977 : The Rubber Gun
- 1980 : Times Square
- 1990 : Pump Up the Volume
- 1992 : The Gun in Betty Lou's Handbag
- 1995 : Empire Records
- 1999 : New Waterford Girl
- 2000 : XChange
- 2000 : Jailbait (TV)
- 2001 : Le Piège d'une liaison (Say Nothing)
- 2004 : Michael Jackson : du rêve à la réalité (TV)
- 2006 : Weirdsville

### Comme acteur
- 1974 : Montreal Main : Bozo
- 1975 : The Mourning Suit : Herschel
- 1976 : La Justicière (East End Hustle) : Peter
- 1977 : Rage (Rabid) : Young Man In Lobby
- 1977 : The Rubber Gun : Bozo
- 1977 : Outrageous! de Richard Benner : Martin
- 1980 : Squeeze Play : Wet T-Shirt Waterboy
- 1981 : Energy and How to Get It

### Comme scénariste
- 1974 : Montreal Main
- 1976 : La Justicière (East End Hustle)
- 1977 : The Rubber Gun
- 1990 : Red Blooded American Girl
- 1990 : Pump Up the Volume
- 1992 : Love Crimes

### Comme producteur
- 1974 : Montreal Main